# Actinidia chinensis
Actinidia chinensis Planch. é uma espécie de actinídea que produz um fruto comercializado sob o nome de kiwi, muito semelhante à variedade produzida pela espécie A. deliciosa, a produtora mais comum de kiwi.